# القشبة (المغربة)

تعديل مصدري - تعديل

القشبة هي إحدى قرى عزلة بني جديلة بمديرية المغربة التابعة لمحافظة حجة، بلغ تعداد سكانها 559 نسمة حسب تعداد اليمن لعام 2004.